# Montemiletto
Montemiletto község (comune) Olaszország Campania régiójában, Avellino megyében.

## Fekvése
A megye északkeleti részén fekszik. Határai: Lapio, Montefalcione, Montefusco, Pietradefusi, Prata di Principato Ultra, Pratola Serra, Santa Paolina, Taurasi és Torre Le Nocelle.

## Története
A települést valószínűleg a longobárd időkben, a 8. században alapították. A következő századokban nemesi birtok volt. A 19. században nyerte el önállóságát, amikor a Nápolyi Királyságban felszámolták a feudalizmust.

## Népessége
A népesség számának alakulása:

## Főbb látnivalói
- Castello (a középkori vár)
- Sant’Anna-templom